# New Glasgow (Île-du-Prince-Édouard)
New Glasgow est une communauté située dans le Lot 23 au Comté de Queens dans la province canadienne de l'Île-du-Prince-Édouard, au sud de Cavendish.

## Climat
New Glasgow a un climat continental humide (Köppen Dfb).
| Mois                              | jan.  | fév.  | mars | avril | mai  | juin | jui. | août | sep.  | oct.  | nov.  | déc.  |
| --------------------------------- | ----- | ----- | ---- | ----- | ---- | ---- | ---- | ---- | ----- | ----- | ----- | ----- |
| Température minimale moyenne (°C) | −12,2 | −12,2 | −6,9 | −1    | 4,3  | 10   | 14,1 | 13,6 | 9,3   | 4,1   | −0,6  | −7,6  |
| Température moyenne (°C)          | −7,6  | −7,7  | −2,9 | 2,9   | 9,1  | 14,8 | 18,8 | 18,3 | 13,8  | 8,1   | −2,7  | −3,8  |
| Température maximale moyenne (°C) | −3    | −3,1  | 1,2  | 6,7   | 13,9 | 19,7 | 23,5 | 23   | 18,3  | 12    | 0     | 0     |
| Record de froid (°C)              | −32   | −34,5 | −27  | −13,9 | −7,2 | 1,5  | 3,5  | 2,8  | −1,7  | −7,8  | −16,5 | −25,5 |
| Record de chaleur (°C)            | 14,5  | 15    | 16,1 | 24    | 31,7 | 31,5 | 33,3 | 34   | 33    | 24    | 22,5  | 15    |
| Précipitations (mm)               | 122,4 | 87,8  | 93,1 | 92,5  | 96,2 | 90,3 | 86,4 | 83,2 | 100,5 | 124,2 | 122,8 | 141,3 |

## Références

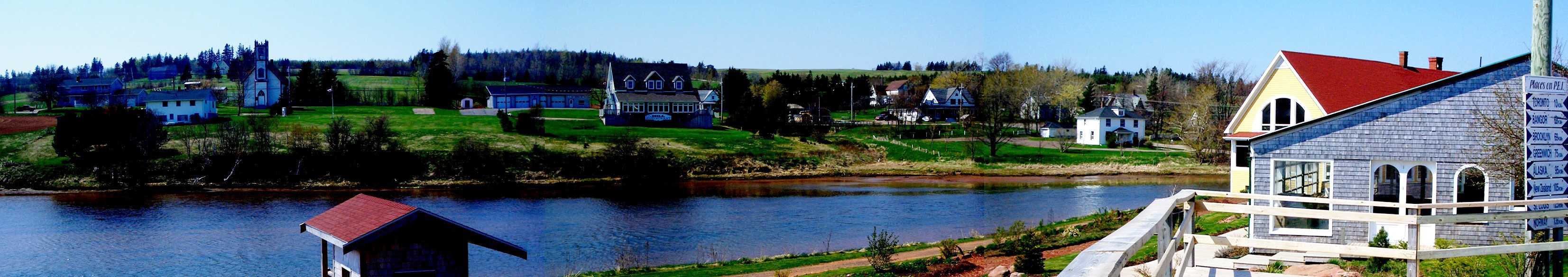
Vue panoramique de New Glasgow